# Tom Spieß (Handballspieler)
Tom Spieß (* 31. August 1994 in Lörrach) ist ein deutscher Handballspieler. Er spielt in der 3. Liga beim TV Kirchzell und wird auf der Position Rückraum Mitte eingesetzt.

## Leben
Spieß begann seine Karriere beim TV Brombach, für den er von den Minis bis zur C-Jugend spielte. Im Jahr 2007 wechselte er in das HBLZ Großwallstadt, an dem er 2011 mit der B-Jugend deutscher Meister wurde. Ab 2012 spielte er für den TSV Lohr in der Bayernliga. Im Jahr 2013 wechselte er zum Zweitligisten DJK Rimpar. In der Saison 2016/17 kehrte Spieß zum TV Großwallstadt zurück, wo er bis 2020 spielte. Er wechselte daraufhin zum Drittligisten TV Kirchzell.
Sein Zwillingsbruder Lars Spieß spielte bis 2021 ebenfalls Handball für den TV Großwallstadt.